# Tratado de Kurukové
O Tratado de Kurukove (em ucraniano: Куруківський Договір) foi um acordo entre Hetman Stanisław Koniecpolski da Comunidade Polaco-Lituana e Mykhailo Doroshenko dos cossacos ucranianos. Após quatro dias de negociações, foi assinado em 5 de novembro de 1625, perto do Lago Kurukove, no que hoje é Kremenchuk. O tratado foi uma resposta à revolta de Marek Zhmaylo   e uma aliança Crimeia-Zaporozhiana sob Mehmed III Giray. As disposições do tratado representavam um compromisso; as liberdades dos cossacos foram estendidas, mas nem todas as exigências dos cossacos foram atendidas, o que levou a mais tensões.

## Termos
- Anistia para rebeldes que participaram de ataques contra territórios turcos, propriedades da nobreza ucraniana e propriedades da coroa, "desde que doravante sejam concedidas obediência e respeito à nobreza e à burocracia".
- O direito dos cossacos de elegerem o seu próprio Hetman, pendente a confirmação do Rei Polaco
- O número de cossacos registados aumentou para 6.000 homens, [3] e os que estavam registados deveriam receber um salário anual da Polónia (este foi aumentado para 8.000 pelo Tratado de Pereiaslav de 1630).
- Campanhas independentes de Kozak contra a Turquia foram proibidas
- Os cossacos não podiam ter relações com outros países " nenhuma aliança com qualquer estado vizinho seria feita, nem quaisquer delegações de outros estados seriam recebidas, nem qualquer comunicação através de enviados, nem qualquer serviço para estados estrangeiros seria realizado." (cf. Mehmed III Giray)
- Se essas condições forem quebradas, "a Comunidade procederá como se estivesse lutando contra inimigos."